# Qoroq (ort i Kurdistan)
Qoroq (persiska: قورِق, قورَخ, قُورِق, قُورِخ, كويِك, قرق, Qūreq) är en ort i Iran.   Den ligger i provinsen Kurdistan, i den nordvästra delen av landet, 400 km väster om huvudstaden Teheran. Qoroq ligger 1 530 meter över havet och antalet invånare är 651.
Terrängen runt Qoroq är huvudsakligen kuperad. Qoroq ligger nere i en dal. Runt Qoroq är det ganska tätbefolkat, med 124 invånare per kvadratkilometer. Närmaste större samhälle är Mūchesh, 8,7 km öster om Qoroq. Trakten runt Qoroq består i huvudsak av gräsmarker.